# Federalism european
Federalismul european ca teorie politică s-a născut ca o reacție la naționalismul radical care, în opinia teoreticienilor federaliști, ar fi fost una din cauzele celor două războaie mondiale. Teoria lor pornea de la presupusa ideea a slăbirii și compromiterii politice a statului-națiune. Printre cei mai cunoscuți federaliști pot fi menționați: Denis de Rougemont, Henri Brugmans, Altiero Spinelli, Joscha Fischer, etc.
Statul federal pe  care aceștia doreau să-l construiască se baza pe o logică instituțională suprastatală, pe o constituție europeană care să dea esența unei identități europene. În centrul sistemului instituțional se afla un Parlament European, numit la acea vreme Adunare Constituantă (a Europei) care trebuia să pună în funcțiune  celelalte structuri instituționale ale presupusei Federații. Construcția federalistă ar fi, în primul rând, una politică. 

## Europa Federală a lui Spinelli
În istoria integrării europene, numele lui Altiero Spinelli este bine conturat, iar  „Manifestul pentru o Europă liberă și unită” va inspira acțiunea Mișcării federaliste europene, creată de Spinelli în 1943. Promotor al unității europene, el dorea o Europă federală. 
Ales deputat european în 1979, Spinelli, va fi numit vicepreședinte al comisiei bugetare,  va promova sporirea competențelor Parlamentului European în acest domeniu. Acesta va crea un grup de aspirație federalistă care va propune reforma instituțiilor și crearea de noi politici comunitare. Propunerile acestui club au inspirat elaborarea în 1983 a unui proiect de Tratat al Uniunii (Federației), Proiectul Parlamentului European, constituia unul din motoarele relansării integrării europene.

## Proiectul de tratat al federației
Tratatul ar fi consolidat foarte mult procesul democratic în sânul Federației, propunând o dublă participare: a popoarelor și a statelor. În același timp, se făcea referire la comunitățile locale și regionale precum și rolul lor în construcția statului supranațional european.Principiul subsidiarității, un element important al federalismului, figura, de asemenea, în noul tratat. Conform acestui principiu, instituțiile comune păstrau doar acele competențe pe care le puteau îndeplini într-o manieră mai satisfăcătoare decât statele membre. Proiectul consolida instituțiile europene, astfel că Parlamentul European deținea, suprastatal,  funcțiile legislativă și bugetară, pe care le-ar fi partajat cu  un Consiliu de Miniștri. Instituția cea mai importantă în gândirea federalistă, Parlamentul European investea Comisia, analiza programul acesteia, având dreptul de control și cenzură asupra politicii ei. Proiectul viza consolidarea atât a Consiliului Uniunii, cât și a Comisiei, iar Consiliul European devenea o instituție a Uniunii. Inovații importante erau aduse și Curții de Justiție. Tratatul acorda, de asemenea, un loc important cetățeniei europene. Acest tratat a fost respins de guvernele statelor membre, reticente la instaurarea unui stat federal, cu toate acestea ,e importantă prezentarea acestui proiect, întrucât se poate observa că, de-a lungul anilor, ideile sale au fost preluate, iar principiile sale au contribuit la realizarea unei Uniuni din ce în ce mai puternice.
Ideologia federalistă și principiile sale au dus la crearea a două teorii de sisteme de organizare dominante la nivelul unei Uniuni Europene: federalismul și opusul său federal, confederalismul. În funcție de gradul în care autoritatea este divizată între statele participante se poate face distincție între aceste două niveluri de cooperare.

## Confederalism
Confederalismul reprezintă un sistem de organizare în care mai multe state își mențin identitatea și suveranitatea națională, dar conferă puteri clar precizate unei autorități centrale, din motive legate de securitate, eficiență. La rândul ei confederația reprezintă o asociere de state suverane, constituite într-un nou stat, în care transferul de putere este limitat și rezervat numai anumitor domenii. Baza legală a unei confederații o reprezintă existența unui tratat între statele membre, încheiat conform normelor internaționale. Un asemenea tratat nu intră în contradicție cu prezența constituțiilor proprii în fiecare dintre statele membre, iar modificarea lui necesită aprobare fiecărui stat membru, prin decizie unanimă.

## Federalism european
Federalismul poate fi definit drept un sistem de organizare administrativă în care puterea se împarte între guvernul central și statele membre, ambele nivele de putere derivându-și printr-un Parlament (suprastatal) puterea de la cetățeni, în mod direct. Federația, la rândul ei, ar reprezenta un stat suveran, în care puterea este partajată între autoritatea federală, centrală și autorități locale, regionale. Ea presupune existența unui guvern federal, cu puteri în domeniul politicii externe și de securitate, dar și a unor guverne locale, cu putere în domeniul educației, culturii etc. Există o singură monedă și o constituție scrisă, care reprezintă baza legală a federației, fără, însă, a anula (total) existența altor constituții în statele membre. Potrivit acesteia, sunt separate puterile în stat între diferitele nivele de guvernare, iar modificarea prevederilor sale nu necesită aprobarea în unanimitate de către statele membre, ci doar îndeplinirea unei majorități. Ideea federalismului european nu este totuși preluată sau inclusă în programele lor politice de nici un mare partid din Europa. Doar mici și izolate partide cochetează cu ea.

## Uniunea Europeană(actuală)
Originalitatea structurii Uniunii Europene face dificilă încadrarea sa într-o formă de organizare exactă. Prin urmare, la nivelul construcției europene pot fi identificate atât caracteristici ale confederației, cât și ale federației:
Atributele de confederație ale Uniunii: cetățenii statelor membre nu sunt direct legați de instituțiile europene, excepție făcând Parlamentul European, ci de guvernele naționale, instituțiile cheie ale Uniunii Europene sunt învestite cu autoritate, nu de către cetățenii statelor membre, ci de către liderii și guvernele statelor membre, statele membre au încă identități separate, iar majoritatea cetățenilor se identifică cu propriile simboluri naționale. Totodată,  la nivelul Uniunii nu există un sistem generalizat de taxe impozitare, nu există un sistem militar european efectiv (armată europeană), forțele militare terestre și navale aparțin statelor membre.
Dintre caracteristicile de federație, pot fi identificate următoarele, la nivelul Uniunii: există un sistem de tratate și legi cu aplicabilitate directă pe întreg teritoriul Uniunii Europene, interpretate uniform și apărate de către Curtea Europeană de Justiție, există unele domenii politice, în care statele membre au transferat autoritatea la nivelul Uniunii, precum comerțul, mediul, agricultura, concurența, dar există și domenii în care legislația națională continuă să fie dominantă. Există un Parlament European, direct ales de cetățeni și, pe măsură ce puterea acestuia ar crește, prerogativele legislativelor naționale ar scădea, există un buget al Uniunii care conferă instituțiilor europene independență financiară, Uniunea are propria sa monedă (Euro, - € -), care a înlocuit unele monedele naționale.
Cei mai entuziaști susținători ai integrării europene consideră că Uniunea Europeană ar trebui să evolueze către o federație a „Statelor Unite ale Europei”, însă pentru a putea atinge un asemenea stadiu, Uniunea Europeană va trebui, mai întâi, să „lupte” împotriva reticențelor statelor membre de a transfera din suveranitatea lor în vederea creării unei Uniuni politice și mai puternice, așa cum și-au imaginat „ părinții săi fondatori”.
Cu toate acestea, fiecare evoluție a Uniunii Europene a reprezentat o mișcare graduală spre o entitate mai democratică, mai eficientă și mai transparentă, prin urmare, mai apropiată viziunii federaliste. Introducerea Cartei Drepturilor Fundamentale ale Omului în noul Tratat de Reformă, reevaluarea poziției Parlamentului European prin extinderea procedurii codecizionale în majoritatea domeniilor legislative, transformarea Băncii Centrale într-o instituție europeană,  mai multe posibilități de exprimare pentru cetățeni extinse până la posibilitatea inițierii unor legi, prin strângerea a un milion de semnături, sunt doar câteva din elementele de factură federalistă integrate în noul tratat. 
Există multe alte aspecte ce trebuie rezolvate pentru a se asigura un proces decizional pe deplin democratic în Uniune și pentru a-i face instituțiile mai transparente și mai eficiente, drumul către o federație europeană este încă lung, dar pașii mici în direcția federală constituie un progres.